# KPN World Grand Prix natuurijs
De KPN World Grand Prix is een marathonschaatswedstrijd voor marathonschaatsers van over de hele wereld. De eerste editie was in 2008. De World GP is de opvolger van de Wereldbeker die een jaar eerder werd verreden; en in 2006 (gewonnen door Pascal Briand) en 2003 (door KC Boutiette).

## Eindstand Essent World Grand Prix 2008
1. Casper Helling 65,1
2. Martijn van Es 64
3. Bob de Vries 61
4. Arjen Becker 51
5. Tristan Loy 50

## Eindstand Essent World Grand Prix 2009
1. Martijn Kromkamp
2. Ruud Aerts
3. Ruud Borst

## Eindstand Essent World Grand Prix 2010
1. Jan Maarten Heideman
2. Douwe de Vries
3. Yoeri Lissenberg
4. Ruud Borst
5. Kurt Wubben

Grand Prix 2:
- Op 7 februari 2010 werd op de FlevOnice-ijsbaan in Biddinghuizen voor het eerst een Grand Prix wedstrijd in Nederland gehouden. Het was tevens de eerste Grand Prix wedstrijd die op kunstijs werd verreden. De Nederlander Arjan Stroetinga won voor Jorrit Bergsma en Jochem Uithoven. Er deden alleen Nederlanders mee aan de wedstrijd.